# Betta raja
Betta raja es una especie de pez de la familia Osphronemidae. Es originario de Indonesia.

## Taxonomía
Betta raja fue descrita por primera vez por los singapurenses Heok Hui Tan (ictiólogo) y Peter Kee Lin Ng (carcinólogo) y publicada en The Raffles Bulletin of Zoology (13): 115-138 en 2005.